# Таксобень
Таксобень (рум. Taxobeni) — село у Фалештському районі Молдови. Адміністративний центр однойменної комуни, до складу якої також входять села Грубна-Ноуе та Вренешть.

## Населення
За даними перепису населення 2004 року у селі проживали 1349 осіб.
Національний склад населення села:
| Національність       | Кількість осіб | Відсоток   |
| -------------------- | -------------- | ---------- |
| молдавани румуни     | 1309 7         | 97,0% 0,5% |
| українці             | 27             | 2,0%       |
| росіяни              | 3              | 0,2%       |
| гагаузи              | 1              | 0,1%       |
| болгари              | 1              | 0,1%       |
| інша / без відповіді | 1              | 0,1%       |
| Всього               | 1349           | 100%       |

## Відомі люди
- Амвросій (Мунтяну) — єпископ РПЦ, єпископ Нефтекамський і Бірський.
- Іліе Ілашку (* 1952) — румунський політик.